# ویرجیل تامسون
ویرجیل تامسون (به انگلیسی: Virgil Thomson) (زاده ۲۵ نوامبر ۱۸۹۶ - درگذشت ۳۰ سپتامبر ۱۹۸۹) آهنگساز آمریکایی برنده جایزه پولیتزر بود.